# José María Yermo Solaegui
José María Yermo Solaegui   (Getxo, 21 de juny de 1903 - Bilbao, 21 d'octubre de 1960) fou un atleta i futbolista basc de la dècada de 1930.
Destacà com a atleta especialista en salt de longitud i triple salt. Al campionat d'Espanya de 1923 guanyà la medalla de plata en triple salt, la medalla de plata en 110 metres tanques i bronze en salt de longitud i salt d'alçada al campionat d'Espanya de 1925 i medalla de plata en salt d'alçada i triple salt el 1925.
Com a futbolista passà tota la seva carrera a Arenas Club de Getxo. A més, participà als Jocs Olímpics d'Estiu de 1928 amb la selecció de futbol. Com a ciclista participà en aquests jocs, en la prova de velocitat.